# San Juan de los Hornillos
San Juan de los Hornillos är en ort i Mexiko.   Den ligger i kommunen Fresnillo och delstaten Zacatecas, i den centrala delen av landet, 600 km nordväst om huvudstaden Mexico City. San Juan de los Hornillos ligger 2 214 meter över havet och antalet invånare är 123.
Terrängen runt San Juan de los Hornillos är platt västerut, men österut är den kuperad. Runt San Juan de los Hornillos är det ganska glesbefolkat, med 38 invånare per kvadratkilometer. Närmaste större samhälle är Melchor Ocampo, 10,2 km nordväst om San Juan de los Hornillos. Omgivningarna runt San Juan de los Hornillos är i huvudsak ett öppet busklandskap.